# Gestão de devoluções
Como factor integrante de uma empresa, a gestão de devoluções tem por objectivo zelar o interesse dos clientes.  
Qualquer empresa assume uma vantagem competitiva ao diferenciar-se dos concorrentes e ao operar a baixo custo. Actualmente, é a logística que promove as empresas para os patamares de preferência dos clientes. Para alcançar sucesso no mercado, as empresas desenvolvem várias metodologias, sendo estas, de uma maneira geral, simplista e redutora, baseadas nos três “C's”: companhia, clientes e concorrentes.

## Custos
Com mercados cada vez mais competitivos e globalizados, a eficiência e produtividade assumem papéis vitais na afirmação das empresas. Contudo, evidenciam-se muitas e concretas propostas para a diminuição dos custos dos produtos e poucas para custos mal direccionados e para o desenvolvimento logístico nas empresas. É a este último factor que muitas empresas não dão a devida atenção, uma vez que os custos inerentes à logística cobrem, em alguns casos, os custos dos próprios produtos. 
Os custos de transportes, os mais relevantes de todos, dizem respeito à movimentação externa de produtos ou materiais às empresas. Os custos de manutenção dos veículos são igualmente englobados neste tipo de custos (custos de inspecção e de combustíveis, por exemplo).

## Eficiência dos Serviços
A ausência de prazos pré-estabelecidos na entrega de produtos, associada a custos logísticos supérfluos, levou a que as empresas adaptassem uma gestão mais racional nas respectivas despesas e consequentemente na melhoria do nível de serviço oferecido aos clientes. Neste sentido, a identificação e quantificação de factores inerentes à melhoria dos serviços tornaram-se factores chave das empresas, tais como:
- Prazo de execução e respectiva fiabilidade;
- Tempo de processamento de tarefas;
- Disponibilidade de pessoal e dos equipamentos requeridos;
- Resolução condescendente de erros e falhas;
- Facilidade e precisão na obtenção de informação sobre os serviços em processamento;
- Flexibilidade e precisão na distribuição de produtos em processamento ou em trânsito;
- Flexibilidade no atendimento de reclamações e no encaminhamento de soluções;
- Simplicidade na estrutura tarifária e de fácil entendimento.

Os factores acima descritos podem ser agrupados em três categorias que definem o nível de serviço prestado pela empresa ao cliente (processo de transacção):
- Factores de pré-transação: política do nível de serviço através da qual a empresa se deve reger, permitindo ao cliente compreender os serviços prestados por essa empresa (prazo de entrega de mercadorias após a colocação de um pedido do cliente e procedimento no caso de extravios, como exemplos);

- Factores de transação: resultados derivados da entrega do produto ao cliente, mediante, por exemplo, a selecção de transporte. Estes factores têm influência directa nas condições das mercadorias no acto da recepção pelo cliente, no tempo de entrega, entre outros;

- Factores de pós-transação: esclarecimento ao cliente dos procedimentos de devoluções, solicitações, reclamações e providências sobre o retorno de embalagens (garrafas com retorno, por exemplo). Este processo ocorre após a prestação do serviço ao cliente, mas deve ser antecipadamente deliberado.

A competitividade crescente entre as empresas na satisfação dos clientes quanto aos serviços prestados desenvolveu o papel dos serviços logísticos, vistos anteriormente apenas como instrumentos de minimização dos custos totais, para uma vertente mais ampla e dinâmica. Esta nova vertente aborda o nível de serviço como um instrumento promocional, com vista à promoção da qualidade e da eficiência de serviços, nomeadamente à selecção de transporte e à optimização dos processos inerentes.

## Sub-Processo da Gestão de Devoluções
O sub-processo de gestão de devoluções permite a descrição do que se sucede ao nível das devoluções de produtos (Figura 1). Os departamentos de produção e comercial regulam ou controlam o sub-processo e as lojas e os clientes, por sua vez, efetuam a devolução dos mesmos por razões de defeito, por exemplo. Este sub-processo permite minimizar as devoluções aos fornecedores quando sustentado por uma gestão adequada. No entanto, produtos ainda em comercialização são novamente direccionados para o mercado, como por exemplo: para outlets.

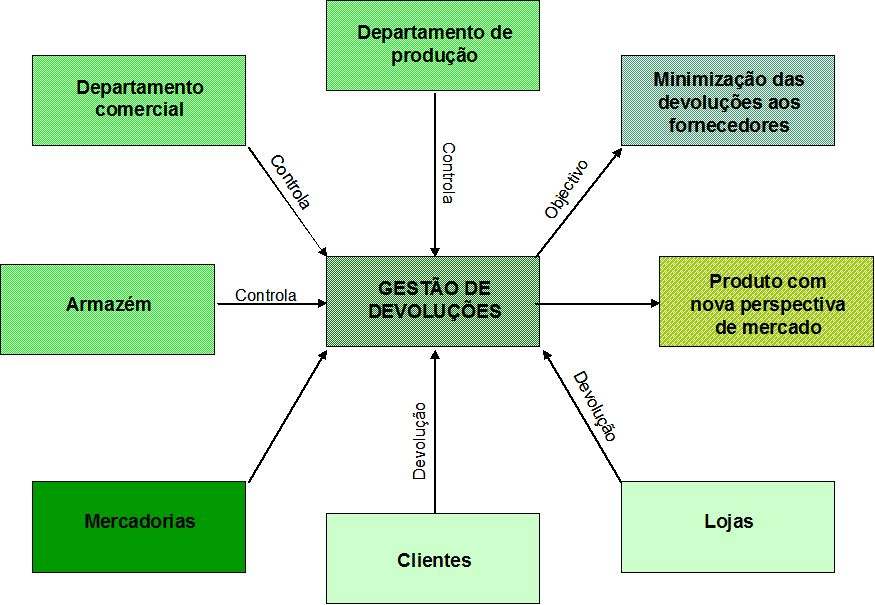
Figura 1 : Sub-processo da gestão de devolução

### Distribuição Reversa de Pós-Venda e Distribuição Direta
Na Figura 2 são evidenciadas as diferentes fases da distribuição directa (à direita) e da distribuição reversa de pós-venda dos produtos (à esquerda).

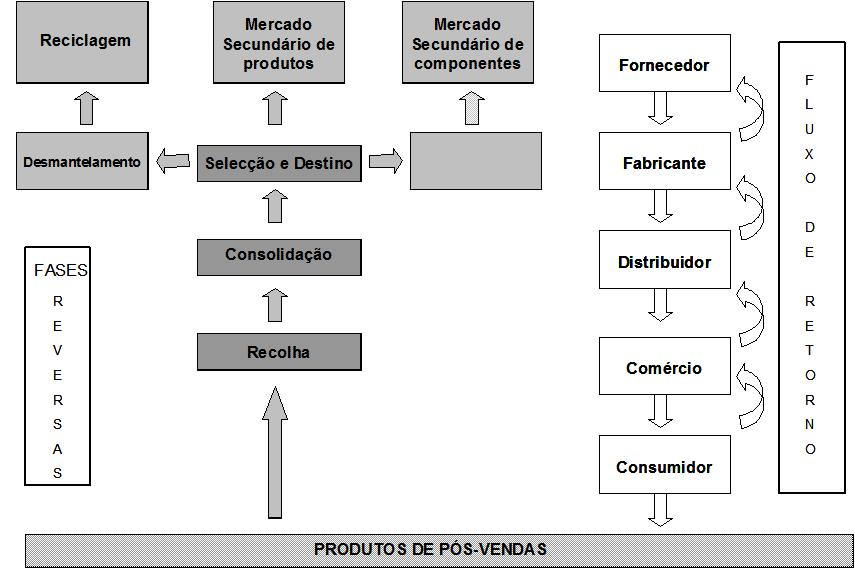
Figura 2 : Distribuição reversa de pós-venda

Os fluxos reversos de pós-venda permitem que os bens sejam reaproveitados e reintegrados nos vários destinos, respectivos mercados primários e secundários, com pouca ou nenhuma alteração da sua natureza. Na impossibilidade de qualquer reaproveitamento integral dos bens, estes são encaminhados para reciclagem.
A distribuição directa, por sua vez, envolve diversas etapas através das quais os bens produzidos são comercializados até ao consumidor final.
Em termos económicos, a logística reversa de pós-venda é vantajosa por promover esta valorização dos produtos devolvidos. E quanto à competitividade, esta vertente favorece as empresas relativamente ao reconhecimento e presença dos respectivos serviços nos mercados, por agregar o valor perceptível aos clientes e, a longo prazo, a confiança destes, ou seja, procuram um relacionamento de parceria entre clientes e fornecedores. Estas disposições contribuem, simultaneamente, para a redução do excesso de mercadorias devolvidas e consequentemente para uma maior comercialização destes produtos.
No entanto, são poucas as empresas interessadas na adopção de fluxos reversos, uma vez que, quando comparados com a distribuição directa, apresentam pouca importância económica e um valor reduzido de materiais retornados. Parte dos volumes transaccionados nos fluxos reversos são, normalmente, dos canais directos dos bens produzidos. 

Na Figura 3 são evidenciadas as principais diferenças entre as distribuições reversa de pós-venda e directa.

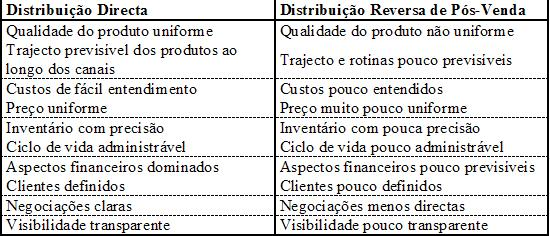
Figura 3 : Diferenças entre a distribuição directa e a distribuição reversa de pós-venda

Além do constante no quadro da Figura 3, é de salientar que a distribuição directa faz o controlo de todas as movimentações ao longo dos vários elos da cadeia, por meio de sistemas informatizados, enquanto que o retorno de produtos não dispõe de um sistema adaptado às suas particularidades. Por este motivo, ocorre bastante informação distorcida, pois recorrem ao sistema da distribuição directa para controlo das cargas devolvidas, comprometendo os dados históricos para futuras mudanças.
A distribuição directa também apresenta transporte de volumes significativos de produtos em cargas padronizadas, relativamente à quantidade, modelos e formato de produtos, características que proporcionam grande economia de escala. A distribuição reversa, apesar de tudo, movimenta mercadorias heterogéneas, isto é, diferentes quantidades, modelos e formatos de produtos.  
Outro factor a considerar diz respeito à identificação e embalagem dos produtos. A distribuição directa já dispõe de todo o sistema, uma vez que as mercadorias são devidamente identificadas e conservadas desde a saída da fábrica até ao cliente, enquanto que a maioria dos produtos devolvidos chegam ao fornecedor isentos de identificação e/ou com as embalagens danificadas.
Relativamente ao período de distribuição torna-se mais crítico na distribuição reversa de pós-venda, pois os produtos devolvidos desvalorizam enquanto se decide as várias possibilidades de inserção nos diferentes elos da cadeia de distribuição directa, a estabelecer condições de consolidação e a seleccionar os produtos e destinos para cada um dos casos. 

#### Desafios da Logística Reversa de Pós-Venda

##### Fidelidade dos parceiros
Alguns autores defendem que um dos maiores desafios para os executivos logísticos é conquistar a confiança dos clientes, fornecedores e prestadores de serviços, sendo necessário adoptar o conceito supply chain. Este conceito desenvolve-se em três estágios. 
O primeiro estágio, o estágio micro, consiste na melhoria de desempenho de variáveis de uma função em particular no interior da cadeia, como a redução de stock e a optimização da distribuição. São funções que permitem à empresa ser competitiva nos mercados.
No estágio macro, a empresa procura optimizar o desempenho de variáveis relacionadas com duas ou mais funções dentro de uma cadeia, como por exemplo: integrar fornecedores com a área de produção e diminuindo stocks de segurança.
Uma vez alcançada o estágio macro, atinge-se o último estágio que tem por objectivo a fidelidade dos vários integrantes da cadeia dos parceiros, prestadores de serviços e clientes para atender a necessidades mútuas. Este processo de partilha de informações entre os agentes pretende reduzir o risco no caso da introdução de novos produtos e serviços, estes não serem valorizados e por razões de qualidade são eliminados aquando de inspecções. 

##### Dificuldade de previsão
È necessário determinar a ocorrência de possíveis falhas de produtos, tanto em termos de quantidade como de tempo, e a capacidade dessas falhas serem asseguradas, sem comprometer a produção e a fidelidade na entrega de outros clientes. 
De forma a optimizar a previsão de falhas torna-se imprescindível uma análise periódica dos dados históricos que relacionem os clientes com a época de devolução e respectivos motivos.

##### Tempo de uso de equipamentos
A constante introdução de produtos novos diminui o ciclo de vida dos mesmos e estimula os clientes à novidade e à mudança. Deste modo, é preciso adquirir uma estrutura que garanta a disponibilidade de peças de reposição, recolha e destino para produtos obsoletos.   

##### Dificuldade de obter economia de escala
As peças de reposição, devolvidas ou de serviços de reparação constituem, no geral, um volume pouco significativo.

##### Área geográfica dispersa
A empresa responsável pelo fabrico de produtos não controla integralmente os locais onde os mesmos são comercializados e utilizados. Este facto dificulta respostas mais rápidas às necessidades de todos os clientes para troca, retorno ou devolução de produtos.

Contudo, empresas isentas de um fluxo logístico reverso sujeitam-se a uma perda algo significativa de clientes, pelo facto de não disporem de uma solução eficiente perante pedidos de devolução e/ou substituição de produtos. 
O estabelecimento da logística reversa pós-venda pode promover, em termos económicos, a competitividade das empresas e o cumprimento de regulamentos legais bem como a confiabilidade dos clientes. Porém, existem ainda desafios quanto à aplicação deste tipo de logística, nomeadamente a obtenção de controlos de entrada e sistemas de informação eficientes, de processos mapeados e formalizados, de tempos reduzidos dos ciclos, de uma rede logística conjecturada e da colaboração entre fornecedores e clientes.